# 1930 aux États-Unis
Pour des articles plus généraux, voir Chronologie des États-Unis et 1930.
Chronologie des États-Unis
- 1926
- 1927
- 1928
- 1929
- 1930
- 1931
- 1932
- 1933
- 1934

Cette page concerne des événements d'actualité qui se sont produits durant l'année 1930 du calendrier grégorien aux États-Unis.

## Gouvernement
- Président : Herbert Hoover
- Vice-président : Charles Curtis
- Secrétaire d'État : Henry L. Stimson
- Chambre des représentants - Président

## Événements
- 18 février : découverte par l'astronome américain Tombaugh de la neuvième planète du système solaire, Pluton.
- 17 mars : début de la construction de l'Empire State Building à New York.
- 6 mars : manifestation de 35 000 personnes à Union Square contre la crise économique, heurts avec la police[1].
  - Vente dans un magasin de Springfield (Massachusetts) des premiers aliments congelés
- Mars : William Hays élabore un code de bonne conduite a l'usage des producteurs de cinéma, afin d'éviter toute poursuite judiciaire.
- 1er avril : recensement.
- 14 mai : Loi du Congrès créant le Federal Bureau of prisons, organisme dépendant du ministère de la justice et chargé d’administrer les premières prisons fédérales.
- 15 mai : première prestation professionnelle d'une hôtesse de l'air dans l'histoire de l'aviation. Ellen Church, accueillit à l'aéroport d'Oakland (Californie), 11 passagers à bord d'un Boeing 80 A, un trimoteur de la United Airlines. Elle était aussi pilote et infirmière.
- 27 mai : inauguration du Chrysler Building à New York, haut de 77 étages et de 319 mètres.
- 17 juin : adoption du tarif protectionniste Hawley-Smoot aux États-Unis. Les produits importés sont taxés à de 59 %. Cette décision achève la réaction en chaîne commencée avec l'arrêt des investissements américains de représailles économiques qui réduit les échanges extérieurs des États-Unis de 10 à 3 milliards de dollars de 1929 à 1932, sans remettre en cause l’excédent de la balance commerciale.
- 4 juillet[2] : Wallace Fard Muhammad fonde à Détroit le Nation of Islam (Black Muslims).
- 7 août : lynchage de Thomas Shipp et d'Abram Smith.
- Les États-Unis renoncent au corollaire Roosevelt.

### Économie et société
- Arrêts des investissements américains dans le monde dans les premiers mois de l’année. Les banques américaines exigent le remboursement des prêts octroyés à l’étranger. Cette décision, couplée à la politique déflationniste des pays européens provoquent l'effondrement des échanges commerciaux mondiaux.
- Plus de 1300 banques en faillite.
- Six millions de chômeurs.
- Chute de la natalité.
- 35,3 % des investissements étrangers dans le monde proviennent des États-Unis (6,3 % en 1914).
- 6,9 millions d’habitants à New York, 3,4 à Chicago, 1,25 à Los Angeles.
- 10 millions de femmes exercent un emploi.
- 4,1 milliards de dollars de recettes fiscales
- 3,3 milliards de dépenses
- Excédent budgétaire de 734 millions de dollars.

## Naissances en 1930
- 20 janvier : Buzz Aldrin, astronaute.
- 22 mai : Harvey Milk, premier militant ouvertement gay
- 31 mai : Clint Eastwood, acteur et réalisateur
- 2 juin : Charles Conrad, astronaute

## Décès en 1930
- x